# Strossmayers park

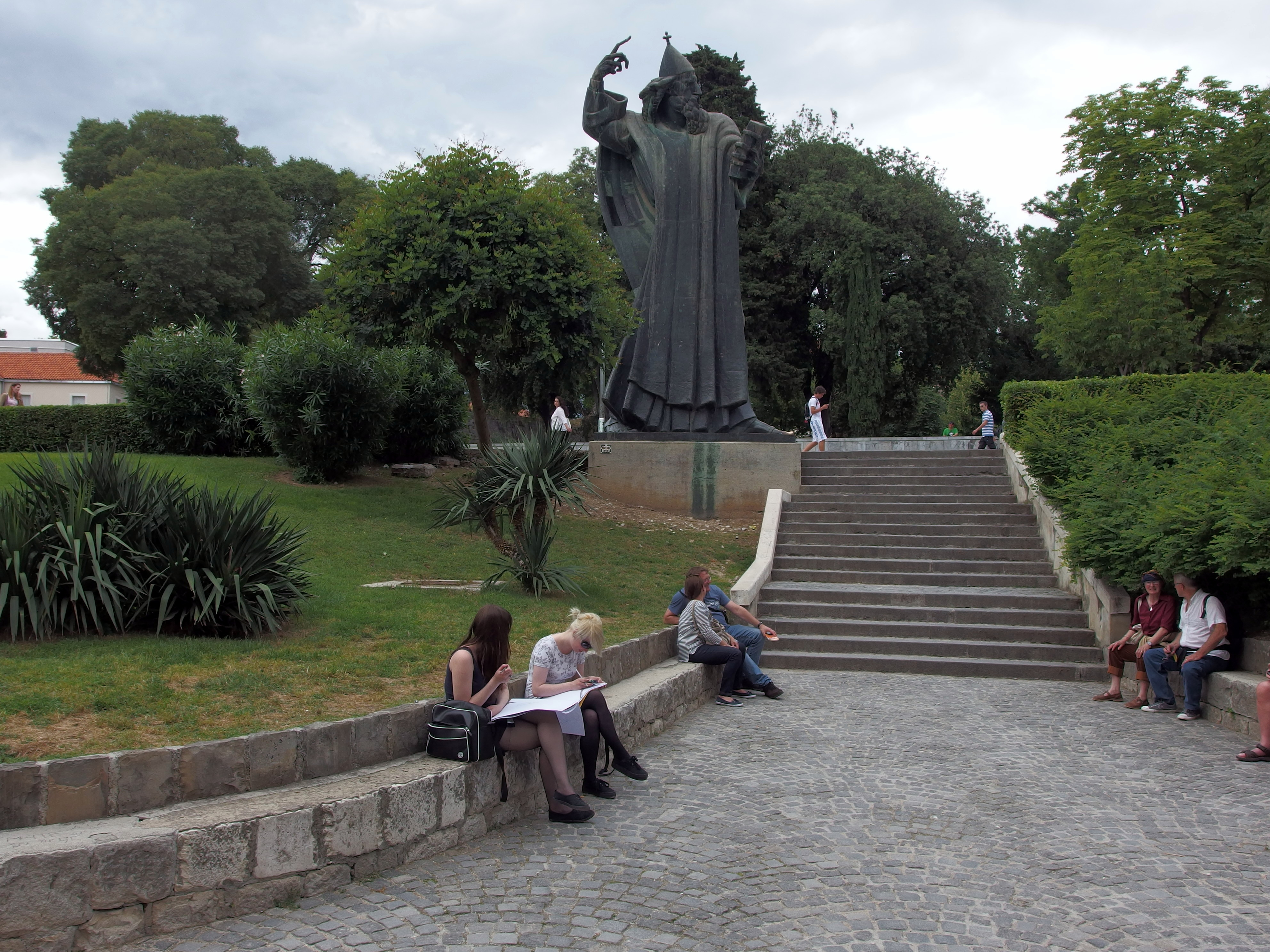
Gregorius av Nin-statyn och delar av parken år 2013.

Strossmayers park (kroatiska: Strossmayerov perivoj), i folkmun  kallad Đardin (med betydelsen Parken på lokal dialekt), är en stadspark i Split i Kroatien. Den är belägen strax utanför Gyllene porten och Diocletianus-palatsets norra sida. Strossmayers park är uppkallad efter den kroatiske romersk-katolske biskopen och politikern Josip Juraj Strossmayer. Sedan år 1859 uppbär den status som Splits huvudsakliga stadspark.

## Historik
Parken anlades under den korta franska administrationen som varade åren 1805–1813. År 1808 lät den franske markskalken Auguste de Marmont riva en mur med tillhörande vall mellan de två bastionerna Cornaro och Contarini som är rester efter en äldre venetiansk befästning. Därmed frilades mark för den nya parken som i en samtida fastighetskarta beskrivs som "betesmark med en diagonal bana som förbinder norra och södra delen av staden". År 1859 övertog parken rollen som Splits huvudsakliga stadspark.

## Offentligt konst
- Sedan mitten av 1900-talet står en fontän med en putto i parkens centrala del.[1]
- Mellan parken och Diocletianus palats står Gregorius av Nin-statyn[3] med framsidan mot Gyllene porten och baksidan mot parken.
- I parkens sydöstra hörn finns en minnestavla i sten med verser från dikten Odlazak (Avfärd) av poeten Tin Ujević. Denna minnestavla tillkom i samband med parkens renovering år 2002.[1]